# Varicorhinus beso
Varicorhinus beso es una especie de peces de la familia Cyprinidae en el orden de los Cypriniformes.

## Morfología
Los machos pueden llegar alcanzar los 36 cm de longitud total.

## Hábitat
Es un pez de agua dulce.

## Distribución geográfica
Se encuentran en África: lago Tsan y las cuencas de los ríos Awash y Nilo Azul.